# جغرافيا بوتان
مملكة بوتان دولة ذات سيادة، تقع في أقصى شرق جبال الهيمالايا. بوتان محصورة بشكل متساوٍ إلى حدٍ بين أراضي جمهورية الصين الشعبية في الشمال والشمال الغربي (477 كم)، وجمهورية الهند في الجنوب والجنوب الغربي والشرق (659 كم). يبلغ إجمالي حدود بوتان 1139 كيلومترًا.